# Cochylimorpha additana
Cochylimorpha additana es una especie de polilla del género Cochylimorpha, tribu Cochylini, familia Tortricidae. Fue descrita científicamente por Kennel en 1901.

## Distribución
La especie se distribuye por Argelia.